# Daphne Rubin-Vega
Daphne Rubin-Vega (Panama, 18 novembre 1969) è un'attrice, cantante e ballerina statunitense, nota soprattutto per aver interpretato Mimi Marquez in Rent.

## Biografia
Collabora con Jonathan Larson sin dal primo workshop di Rent nel 1994, per poi interpretare Mimi nell'Off-Broadway, Broadway, tour statunitense e concerto per il decimo anniversario del musical. Per la sua performance nel musical viene candidata al Drama Desk Award e Tony Award alla miglior attrice protagonista in un musical, oltre a vincere il Theatre World Award. Ha lavorato anche in altri spettacoli a Broadway e nell'Off Broadway, tra cui Les Misérables, La casa di Bernarda Alba, I monologhi della vagina e Un tram che si chiama Desiderio.

## Filmografia

### Cinema
- Sex Crimes - Giochi pericolosi (Wild Things), regia di John McNaughton (1998)
- Flawless - Senza difetti (Flawless), regia di Joel Schumacher (1999)
- Sex and the City, regia di Michael Patrick King (2008)
- Rachel sta per sposarsi (Rachel Getting Married), regia di Jonathan Demme (2008)
- Sognando a New York - In the Heights (In the Heights), regia di Jon M. Chu (2020)
- Tick, Tick... Boom!, regia di Lin-Manuel Miranda (2021)

### Televisione
- New York Undercover – serie TV, episodio 3x11 (1996)
- Spin City – serie TV, episodio 1x17 (1997)
- Hey Joel – serie TV, 13 episodi (2003) – voce
- Law & Order: Criminal Intent – serie TV, episodio 7x10 (2007)
- Smash – serie TV, 8 episodi (2013)
- Tales of the City – miniserie TV, episodi 1x03-1x05 (2019)
- Rent: Live!, regia di Michael Greif e Alex Rudzinski – film TV (2019)
- Katy Keene – serie TV, 9 episodi (2020)
- Social Distance – miniserie TV, episodio 2 (2020)
- Hazbin Hotel – serie TV, 2 episodi (2024) – voce
- Only Murders in the Building – serie TV, 2 episodi (2024)

## Doppiatrici italiane
Nelle versioni in italiano delle opere in cui ha recitato, Daphne Rubin-Vega è stata doppiata da:
- Silvia Tognoloni in Sex Crimes - Giochi pericolosi
- Tiziana Avarista in In the Heights - Sognando a New York
- Cinzia De Carolis in Social Distance
- Antonella Giannini in New Amsterdam
- Laura Romano in Only Murders in the Building

Da doppiatrice è sostituita da:
- Antonella Baldini (dialoghi) e Flavia Astolfi (canto) in Hazbin Hotel
- Alessandra Felletti in Hey Joel